# Acrelândia
Acrelândia é um município brasileiro do interior do estado do estado do Acre. Faz fronteira com Amazonas, Rondônia e Bolívia. Acrelândia localiza-se a nordeste da capital do estado, distando desta, cerca de 116 km. É o município mais ao leste de seu estado. Sua população, segundo o censo de 2022 era de 14.021, sendo o 15º município mais populoso do estado.

## História
A primeira cidade planejada do Acre foi elevada a categoria de município através da lei estadual n° 1.025, de 28 de abril de 1992, criado a partir do desmembramento de partes dos municípios de Plácido de Castro e Senador Guiomard. Com o slogan de a Princesinha do Acre, Acrelândia alcançou um grande desenvolvimento agrícola e teve um aumento populacional significativo proveniente de migrações recentes oriundas do centro-sul e sul do Brasil, mas ainda é um município que está em fase de crescimento nas áreas de educação, saúde, agricultura e infraestrutura, como todo o Estado do Acre.

## Geografia
Sua população foi estimada em 14 366 habitantes em 2017, e sua área é de 1.575 km² (7,3 hab./km²).
Limita ao norte com o Amazonas e Rondônia, ao sul e a sudoeste com o município de Plácido de Castro, a leste com a Bolívia e a oeste com o município de Senador Guiomard.

### Administração pública
Poder Executivo
O atual prefeito de Acrelândia é Jonas Dales da Costa Silva, mais conhecido como Jonas da Farmácia (DEM) , natural de Boca do Acre, Comerciante, com ensino médio completo, eleito em 2012 pela primeira vez. Na eleição, teve o apoio dos partidos PMDB, DEM, PSDB e PSC, que formaram a coligação Acrelândia Será Feliz. O atual vice-prefeito é José Donisete de Melo, mais conhecido como Professor Donisete, do PMDB .
Poder Legislativo
O Poder Legislativo é representado pela câmara municipal, composta por nove vereadores com mandato de 4 anos. Cabe aos vereadores na Câmara Municipal de Acrelândia, especialmente fiscalizar o orçamento do município, além de elaborar projetos de lei fundamentais à administração, ao Executivo e principalmente para beneficiar a comunidade.
- Presidente da câmara: Claudemir de Albuquerque Soares - PMN (2014/2015);

### Rodovias
- BR-364
- Estrada do Agricultor
- AC-475

## Religião
Religião no Município de Acrelândia segundo o censo de 2010.
| Religião       | %    |
| -------------- | ---- |
| Catolicismo    | 42,3 |
| Protestantismo | 36,3 |
| Outras         | 2,2  |
| Sem religião   | 19,2 |